# Grobelno, Šmarje pri Jelšah
Grobelno je razloženo središčno naselje v Občini Šmarje pri Jelšah.
Gručasto jedro naselja leži v Voglajnskem gričevju, ob sotočju Slomščice in Šentviškega potoka, ob cesti Celje-Rogaška Slatina ter ob železniški progi Zidani Most–Šentilj–d. m.
Del naselja je v Občini Šentjur, drugi del pa v občini Šmarje pri Jelšah. 
Posamezne domačije so raztresene po pobočjih okoliških gričev. Zaradi ugodne lege in dostopnosti se v zadnjih letih naselje dokaj hitro razvija.

## Promet
V Grobelnem se od železniške proge Zidani Most–Šentilj–d. m. odcepi krak Grobelno–Rogatec–d. m., katere odsek med Grobelnim in Rogatcem je bil zgrajen leta 1903.
Železniška postaja Grobelno leži v delu naselja, ki pripada občini Šentjur. Zanimivost postajnega poslopja je, da leži znotraj železniškega razcepa, tako ob njegovem severnem robu poteka proga med Zidanim Mostom in Mariborom, ob južnem robu pa proga do Rogatca oz. do Imena.